# 原
原，是中国古代的一种文体，原是探究本源的意思。这种文体对某种理论，主张，政治制度或社会习俗方面从根源上进行探讨，有较强的理论性。
《文章辨体序说》：按韵书：“原者，本也；一说，推原也，义始《大易》‘原始要终’之训。”若文体谓之“原”者，先儒谓始于退之之五原，盖推其本原之义以示人也。
《文体明辨序说》：按字书云：“原者，本也，谓推论其本原也。”自唐韩愈作五“原”，而后人因之，虽非古体，然其溯源于本始，致用于当今，则诚有不可少者。

## 名篇
- 韩愈《原毁》《原道》《原性》《原人》《原鬼》
- 黄宗羲《原君》《原臣》
- 曾國藩 《原才》